# Junkers D.I
El Junkers D.I (denominació de fàbrica J 9) va ser un Caça produït a Alemanya a finals de la Primera Guerra Mundial i que destaca per ser el primer caça de construcció completament metàl·lica en entrar en servei. El prototip va ser desenvolupat com un projecte intern de l'empresa Junkers amb la denominació J 7, el qual va volar per primer cop el 17 de setembre de 1917.

## Especificacions
Dades de Holmes, 2005. p 32
Característiques generals
- Tripulació: One pilot
- Longitud: 7,25 m
- Envergadura: 9,00 m
- Alçada: 2,60 m
- Pes buit: 654 kg

 Rendiment 
- Velocitat màxima: 225 km/h[2]
- Autonomia: 1,5 hores[2]
- Sostre de servei: 6.000 m
- Ràtio d'ascens: 3,5 m/s[2]

Armament

- Metralladores: 2 metralladores frontals tipus LMG 08 Spandau